# Джульєт Гаслам
Джульєт Гаслам (англ. Juliet Haslam, 31 травня 1969) — австралійська хокеїстка на траві.
Олімпійська чемпіонка 1996, 2000 років, учасниця 1992 року.
Переможниця Ігор Співдружності 1998 року.
Переможниця Трофею чемпіонів 1991, 1993, 1995, 1997, 1999 років, срібна призерка 1989 року.
Чемпіонка світу 1994, 1998 років.